# Fugees
Fugees var en hiphopgrupp från South Orange i New Jersey i USA som grundades 1987 som The Tranzlator Crew men bytte namn till Fugees när de bytte skivbolag till Columbia Records 1993. Gruppen upplöstes 1998, återförenades 2004 men upplöstes slutligen 2006. Deras musik är en blandning av jazz, R&B, reggae och rap.
Låten Rumble in the Jungle spelades in för dokumentärfilmen When we were kings (1996) om boxarna Muhammad Ali och George Foreman och innehöll samplingar från såväl The Name of the Game av Benny Andersson, Björn Ulvaeus och Stig Andersson som Angel in the morning skriven av Chip Taylor. Detta var första gången som Abba tillät att någon av deras låtar användes för sampling.

## Diskografi
Studioabum
- 1994 – Blunted on Reality (2 miljoner exemplar sålda)
- 1996 – The Score (18 miljoner exemplar sålda)

Remixalbum
- 1996 – Bootle Versions

Samlingsalbum
- 2003 – Greatest Hits

Singlar
| År   | Titel                                                                      | Listplaceringar | Listplaceringar | Listplaceringar  | Album                           |
| År   | Titel                                                                      | US Hot 100      | US R&B/Hip-Hop  | UK Singles Chart | Album                           |
| 1994 | Boof Baf                                                                   | -               | -               | -                | Blunted on Reality              |
| 1994 | Nappy Heads                                                                | #49             | #12             | -                | Blunted on Reality              |
| 1994 | Vocab                                                                      | -               | -               | -                | Blunted on Reality              |
| 1995 | Fu-Gee-La                                                                  | #29             | #13             | #21              | The Score                       |
| 1996 | Killing Me Softly                                                          | #2              | -               | #1               | The Score                       |
| 1996 | Ready or Not                                                               | -               | -               | #1               | The Score                       |
| 1996 | No Woman, No Cry (med Stephen Marley)                                      | -               | -               | #2               | The Score                       |
| 1997 | Rumble in the Jungle (med A Tribe Called Quest, Busta Rhymes & John Forté) | -               | -               | #3               | When We Were Kings (Soundtrack) |
| 2005 | Take It Easy                                                               | -               | #40             | -                | Inget album                     |